# La Bastide-Solages
Pour les articles homonymes, voir Bastide.
La Bastide-Solages est une commune française, située dans le département de l'Aveyron en région Occitanie.

## Géographie

### Localisation
La commune de La Bastide-Solages se trouve au sud  du département de l'Aveyron, dans la petite région agricole des Monts de Lacaune.
Elle se situe à 65 km par la route de Rodez, préfecture du département, à 74 km de Millau, sous-préfecture et à 73 km de La Cavalerie, bureau centralisateur du canton de Causses-Rougiers dont dépend la commune depuis 2015. La commune fait en outre partie du bassin de vie de Réquista.
Les communes les plus proches sont, : Plaisance (2,7 km), Fraissines (3,1 km), Trébas (3,3 km), Curvalle (4,5 km), Coupiac (4,7 km), Cadix (5,1 km), Saint-André (5,3 km), Brasc (5,4 km), Miolles (6,5 km).

### Communes limitrophes
Les communes limitrophes sont  Brasc, Coupiac, Curvalle, Fraissines, Plaisance et Trébas.
| Fraissines (Tarn) | Brasc              |           |
| Trébas (Tarn)     | La Bastide-Solages | Coupiac   |
|                   | Curvalle (Tarn)    | Plaisance |

### Hydrographie

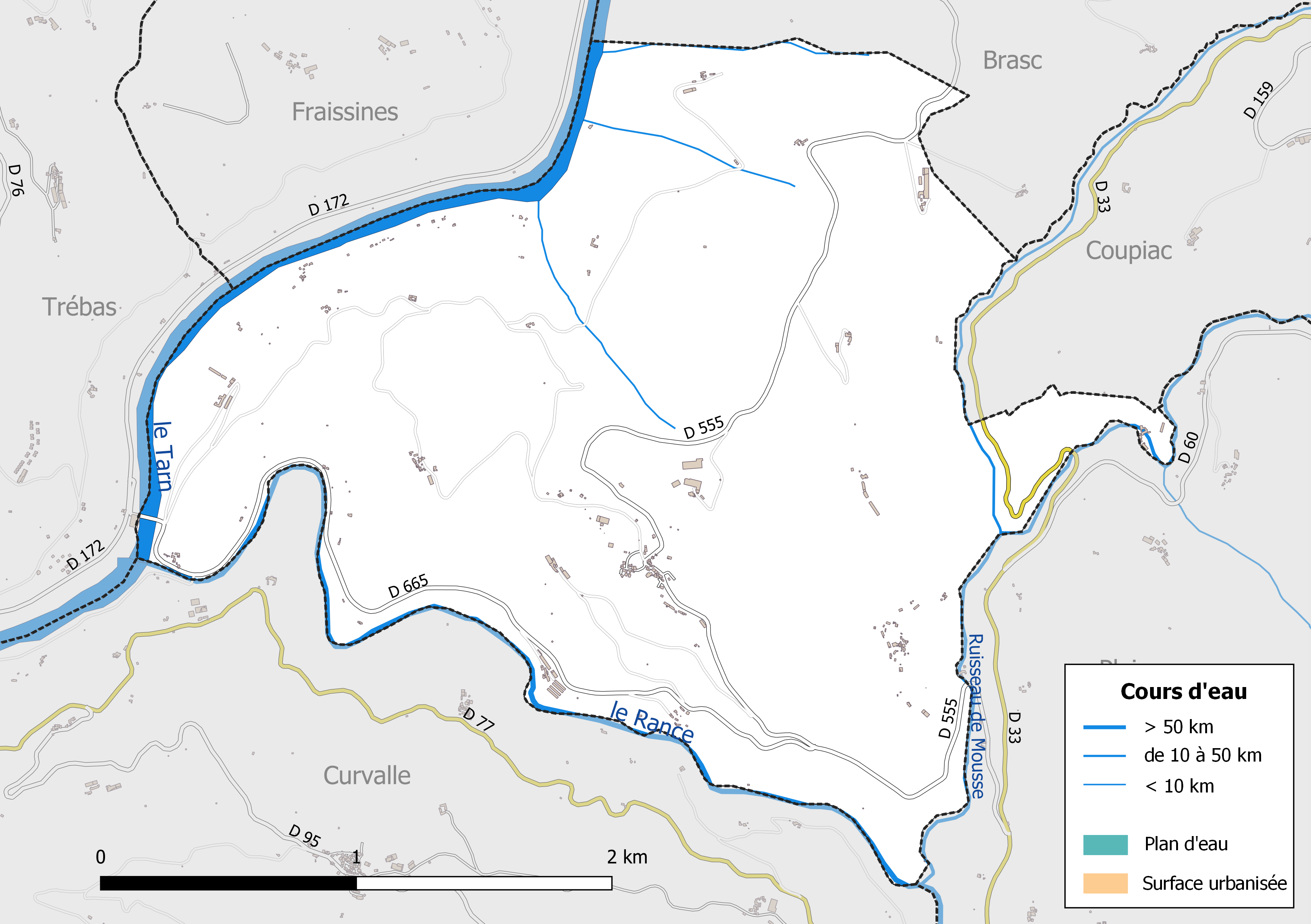
Réseaux hydrographique et routier de La Bastide-Solages.

La commune est drainée par le Tarn, le Rance, le Ruisseau de Mousse et par divers petits cours d'eau.
Le Tarn, d'une longueur totale de 380,2 km, prend sa source dans la commune de Pont de Montvert - Sud Mont Lozère (48) et se jette  dans la Garonne à Saint-Nicolas-de-la-Grave (82), après avoir arrosé 99 communes.
Le Rance, d'une longueur totale de 63,5 km, prend sa source dans la commune de Murasson et se jette  dans le Tarn à La Bastide-Solages, après avoir arrosé 12 communes.
Le Ruisseau de Mousse, d'une longueur totale de 13,4 km, prend sa source dans la commune de Martrin et se jette  dans le Rance à La Bastide-Solages, après avoir arrosé 5 communes.

### Climat
Pour des articles plus généraux, voir Climat de l'Occitanie et Climat de l'Aveyron.
En 2010, le climat de la commune est de type climat océanique altéré, selon une étude s'appuyant sur une série de données couvrant la période 1971-2000. En 2020, Météo-France publie une typologie des climats de la France métropolitaine dans laquelle la commune est dans une zone de transition entre le climat océanique altéré et le climat de montagne et est dans la région climatique Sud-est du Massif Central, caractérisée par une pluviométrie annuelle de 1 000 à 1 500 mm, minimale en été, maximale en automne.
Pour la période 1971-2000, la température annuelle moyenne est de 11,7 °C, avec une amplitude thermique annuelle de 15,5 °C. Le cumul annuel moyen de précipitations est de 1 027 mm, avec 11,1 jours de précipitations en janvier et 6,6 jours en juillet. Pour la période 1991-2020, la température moyenne annuelle observée sur la station météorologique installée sur la commune est de 13,5 °C et le cumul annuel moyen de précipitations est de 950,8 mm,. Pour l'avenir, les paramètres climatiques de la commune estimés pour 2050 selon différents scénarios d'émission de gaz à effet de serre sont consultables sur un site dédié publié par Météo-France en novembre 2022.
| Mois                                  | jan.           | fév.           | mars           | avril         | mai         | juin         | jui.          | août         | sep.          | oct.          | nov.            | déc.            | année    |
| ------------------------------------- | -------------- | -------------- | -------------- | ------------- | ----------- | ------------ | ------------- | ------------ | ------------- | ------------- | --------------- | --------------- | -------- |
| Température minimale moyenne (°C)     | 2,2            | 1,9            | 4              | 6,5           | 9,9         | 13,2         | 15            | 15           | 12            | 9,8           | 5,7             | 2,9             | 8,2      |
| Température moyenne (°C)              | 5,8            | 6,5            | 9,5            | 12,2          | 15,9        | 19,7         | 21,8          | 21,9         | 18,3          | 14,7          | 9,5             | 6,5             | 13,5     |
| Température maximale moyenne (°C)     | 9,4            | 11             | 15             | 18            | 22          | 26,2         | 28,6          | 28,7         | 24,6          | 19,5          | 13,4            | 10,1            | 18,9     |
| Record de froid (°C) date du record   | −13 12.01.1987 | −11,5 13.02.12 | −10,1 01.03.05 | −3 22.04.1991 | 0 06.05.19  | 3,5 01.06.06 | 6,9 13.07.00  | 5 31.08.1995 | 3 28.09.10    | −2,3 21.10.07 | −8,5 23.11.1988 | −10,8 25.12.01  | −13 1987 |
| Record de chaleur (°C) date du record | 19 04.01.1999  | 26 24.02.1990  | 28 24.03.01    | 30,1 29.04.05 | 34 11.05.12 | 40 29.06.19  | 38,2 19.07.03 | 40 20.08.11  | 37 14.09.1987 | 31,5 02.10.11 | 25 07.11.15     | 20,5 15.12.1989 | 40 2019  |
| Précipitations (mm)                   | 92,9           | 70,4           | 74,1           | 94,8          | 92,2        | 71,7         | 49,5          | 61,6         | 71,2          | 81,1          | 95,1            | 96,2            | 950,8    |

### Milieux naturels et biodiversité

#### Espaces protégés
La protection réglementaire est le mode d’intervention le plus fort pour préserver des espaces naturels remarquables et leur biodiversité associée.
Dans ce cadre, la commune fait partie d'un espace protégé, le Parc naturel régional des Grands Causses, créé en 1995 et d'une superficie de 327 937 ha. Ce territoire rural habité, reconnu au niveau national pour sa forte valeur patrimoniale et paysagère, s’organise autour d’un projet concerté de développement durable, fondé sur la protection et la valorisation de son patrimoine,.

#### Zones naturelles d'intérêt écologique, faunistique et floristique
L’inventaire des zones naturelles d'intérêt écologique, faunistique et floristique (ZNIEFF) a pour objectif de réaliser une couverture des zones les plus intéressantes sur le plan écologique, essentiellement dans la perspective d’améliorer la connaissance du patrimoine naturel national et de fournir aux différents décideurs un outil d’aide à la prise en compte de l’environnement dans l’aménagement du territoire.
Le territoire communal de La Bastide-Solages comprend deux ZNIEFF de type 1, : 
la « rivière du Rance » (419 ha)
et la « rivière Tarn (partie Aveyron) » (2 381 ha)
et deux ZNIEFF de type 2, :
- la « vallée du Rance » (2 781 ha), qui s'étend sur 12 communes dont 11 dans l'Aveyron et une dans le Tarn[22];
- la « vallée du Tarn, amont » (36 322 ha), qui s'étend sur 60 communes dont 31 dans l'Aveyron, 26 dans le Tarn et 3 dans la Lozère[23].

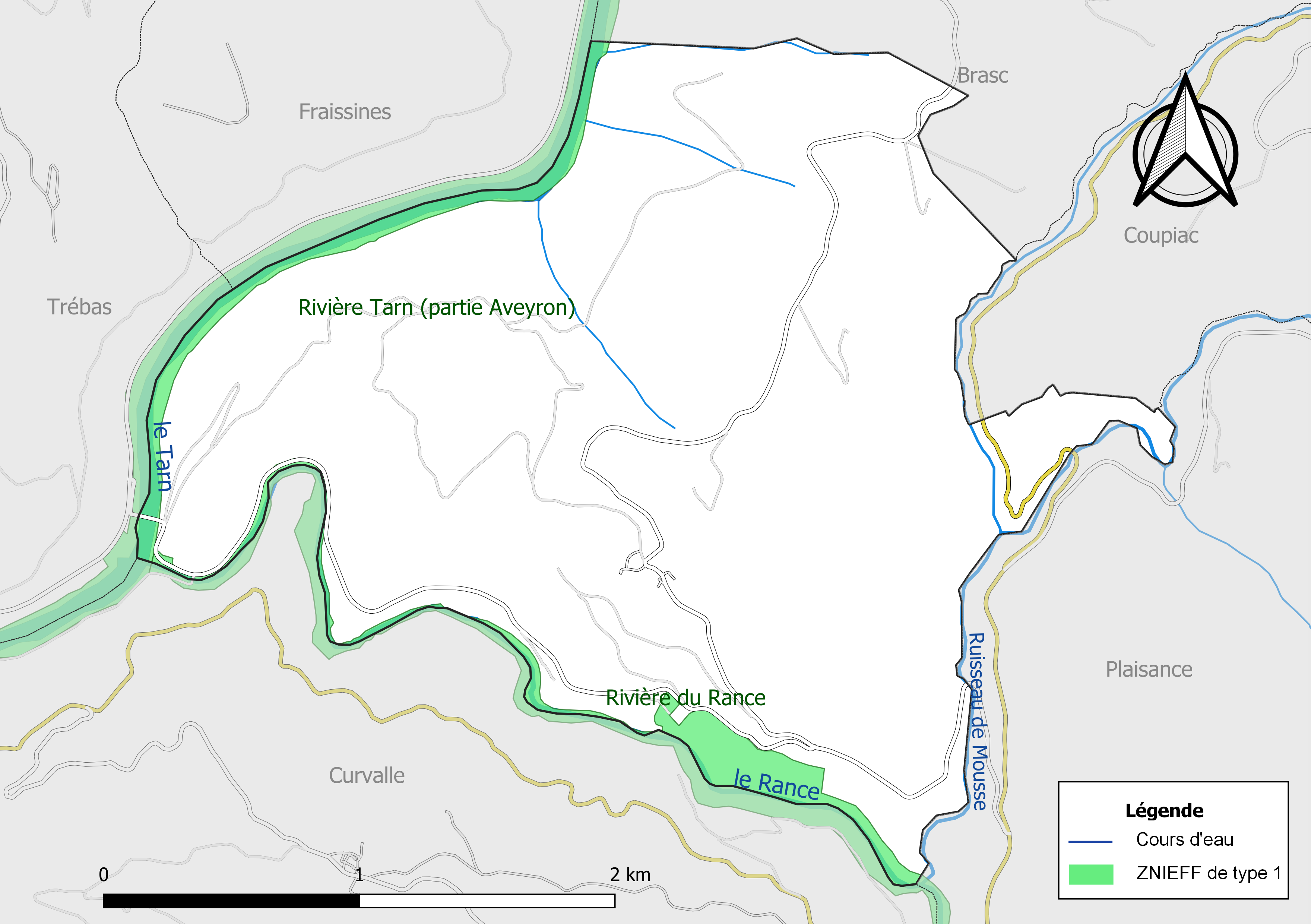
Carte des ZNIEFF de type 1 de la commune.
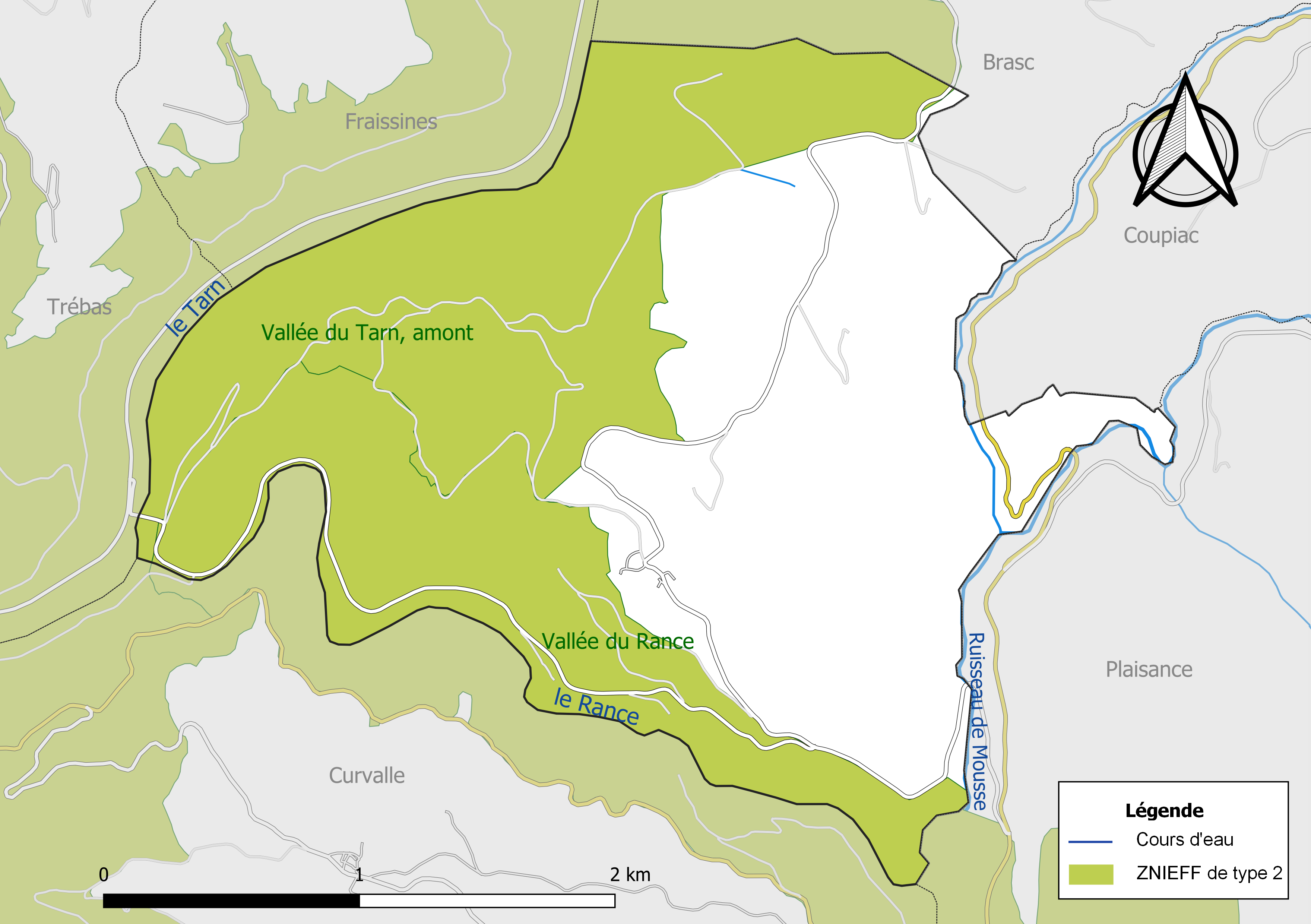
Carte des ZNIEFF de type 2 de la commune.

## Urbanisme

### Typologie
Au 1er janvier 2024, La Bastide-Solages est catégorisée commune rurale à habitat très dispersé, selon la nouvelle grille communale de densité à 7 niveaux définie par l'Insee en 2022.
Elle est située hors unité urbaine et hors attraction des villes,.

### Occupation des sols

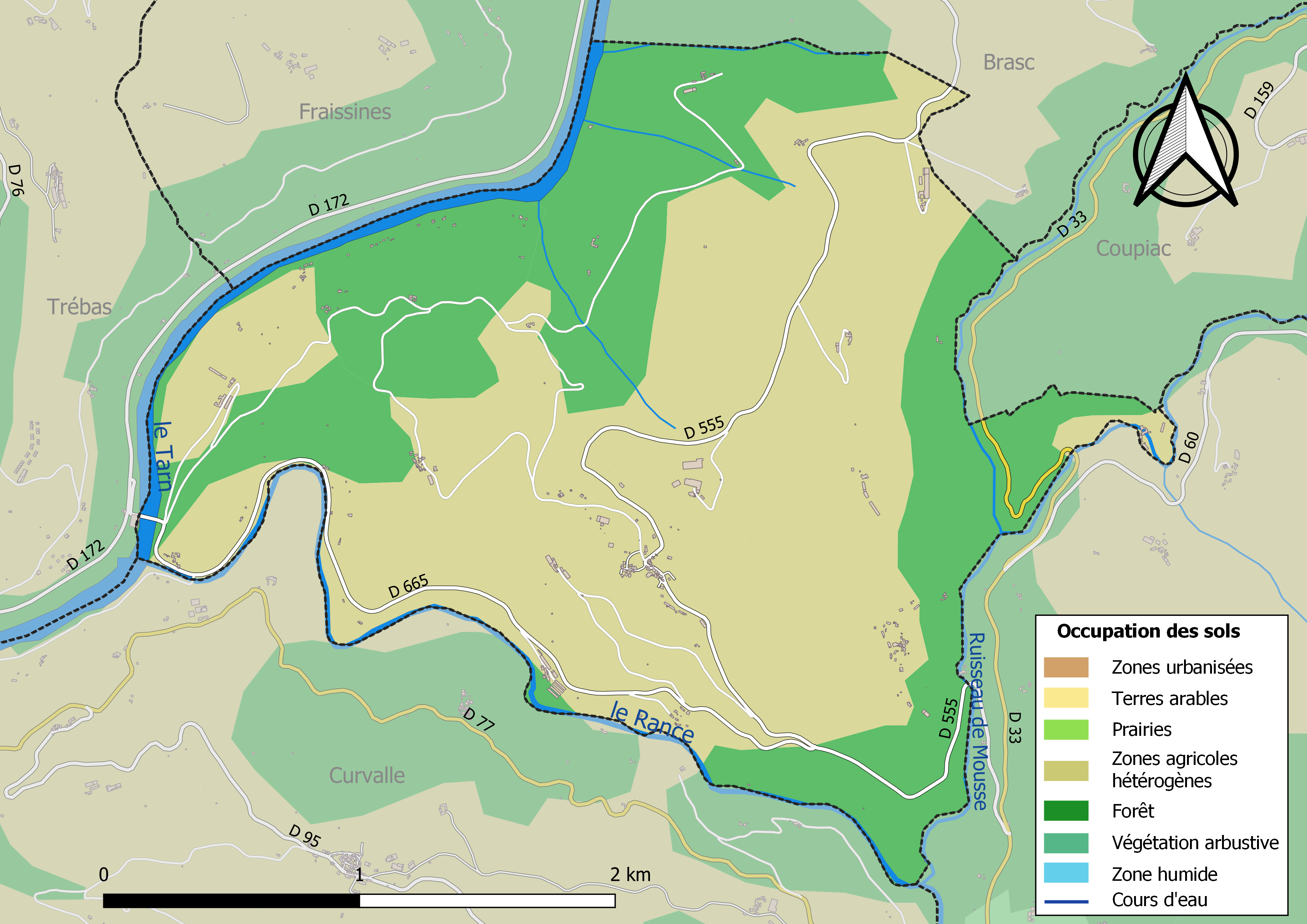
Infrastructures et occupation des sols de la commune de La Bastide-Solages.

L'occupation des sols de la commune, telle qu'elle ressort de la base de données européenne d’occupation biophysique des sols Corine Land Cover (CLC), est marquée par l'importance des territoires agricoles (60,5 % en 2018), en augmentation par rapport à 1990 (56 %). La répartition détaillée en 2018 est la suivante : 
zones agricoles hétérogènes (60,5 %), forêts (39,5 %).

### Planification
La commune ne disposait pas en 2017 de document d'urbanisme opérationnel et le règlement national d'urbanisme s'appliquait donc pour la délivrance des permis de construire.

### Risques majeurs
Le territoire de la commune de La Bastide-Solages est vulnérable à différents aléas naturels : inondations, climatiques (hiver exceptionnel ou canicule), feux de forêts et séisme (sismicité très faible).
Il est également exposé à un risque particulier, le risque radon,.

#### Risques naturels

Zones inondables de la commune de La Bastide-Solages.

Certaines parties du territoire communal sont susceptibles d’être affectées par le risque d’inondation par débordement du Tarn et du Rance. Les dernières grandes crues historiques, ayant touché plusieurs parties du département, remontent aux 3 et 4 décembre 2003 (dans le bassin du Lot, de l'Aveyron, du Viaur et du Tarn) et au 28 novembre 2014 (bassins de la Sorgues et du Dourdou). Ce risque est pris en compte dans l'aménagement du territoire de la commune par le biais du Plan de prévention du risque inondation (PPRI) du bassin du « Rance », approuvé le 9 octobre 2015.
Le Plan départemental de protection des forêts contre les incendies découpe le département de l’Aveyron en sept « bassins de risque » et définit une sensibilité des communes à l’aléa feux de forêt (de faible à très forte). La commune est classée en sensibilité moyenne.

#### Risque particulier
Dans plusieurs parties du territoire national, le radon, accumulé dans certains logements ou autres locaux, peut constituer une source significative d’exposition de la population aux rayonnements ionisants. Toutes les communes du département sont concernées par le risque radon à un niveau plus ou moins élevé. La commune de Bastide-Solages est classée à risque faible.

## Histoire
De 1833 à 1874, la commune est unie à celle de Plaisance.

## Politique et administration

### Découpage territorial
La commune de La Bastide-Solages est membre de la communauté de communes du Réquistanais, un établissement public de coopération intercommunale (EPCI) à fiscalité propre créé le 20 mars 2000 dont le siège est à Réquista. Ce dernier est par ailleurs membre d'autres groupements intercommunaux.
Sur le plan administratif, elle est rattachée à l'arrondissement de Millau, au département de l'Aveyron et à la région Occitanie. Sur le plan électoral, elle dépend du  canton des Causses-Rougiers pour l'élection des conseillers départementaux, depuis le redécoupage cantonal de 2014 entré en vigueur en 2015, et de la troisième circonscription de l'Aveyron  pour les élections législatives, depuis le dernier découpage électoral de 2010.

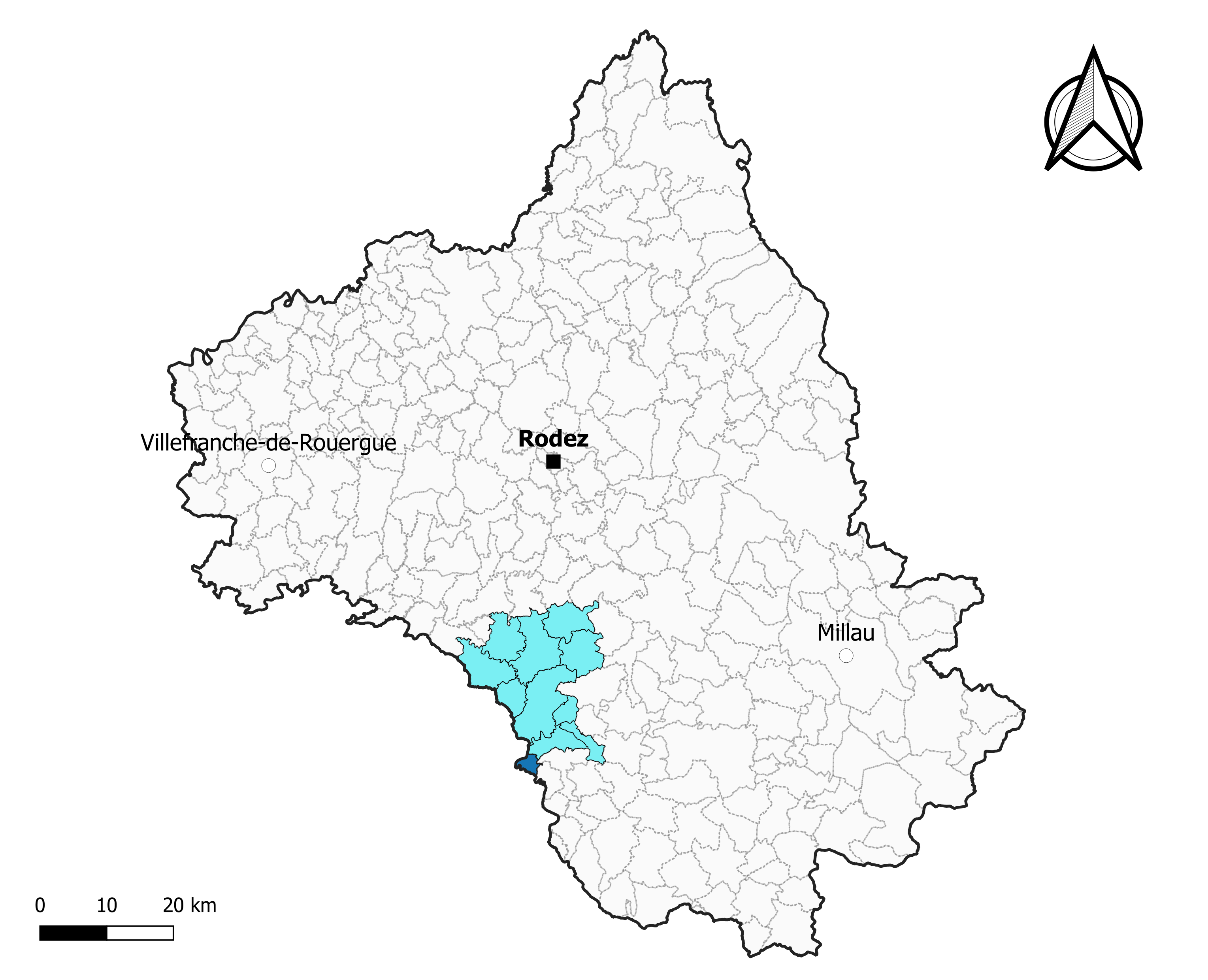
La Bastide-Solages dans l'intercommunalité en 2020.
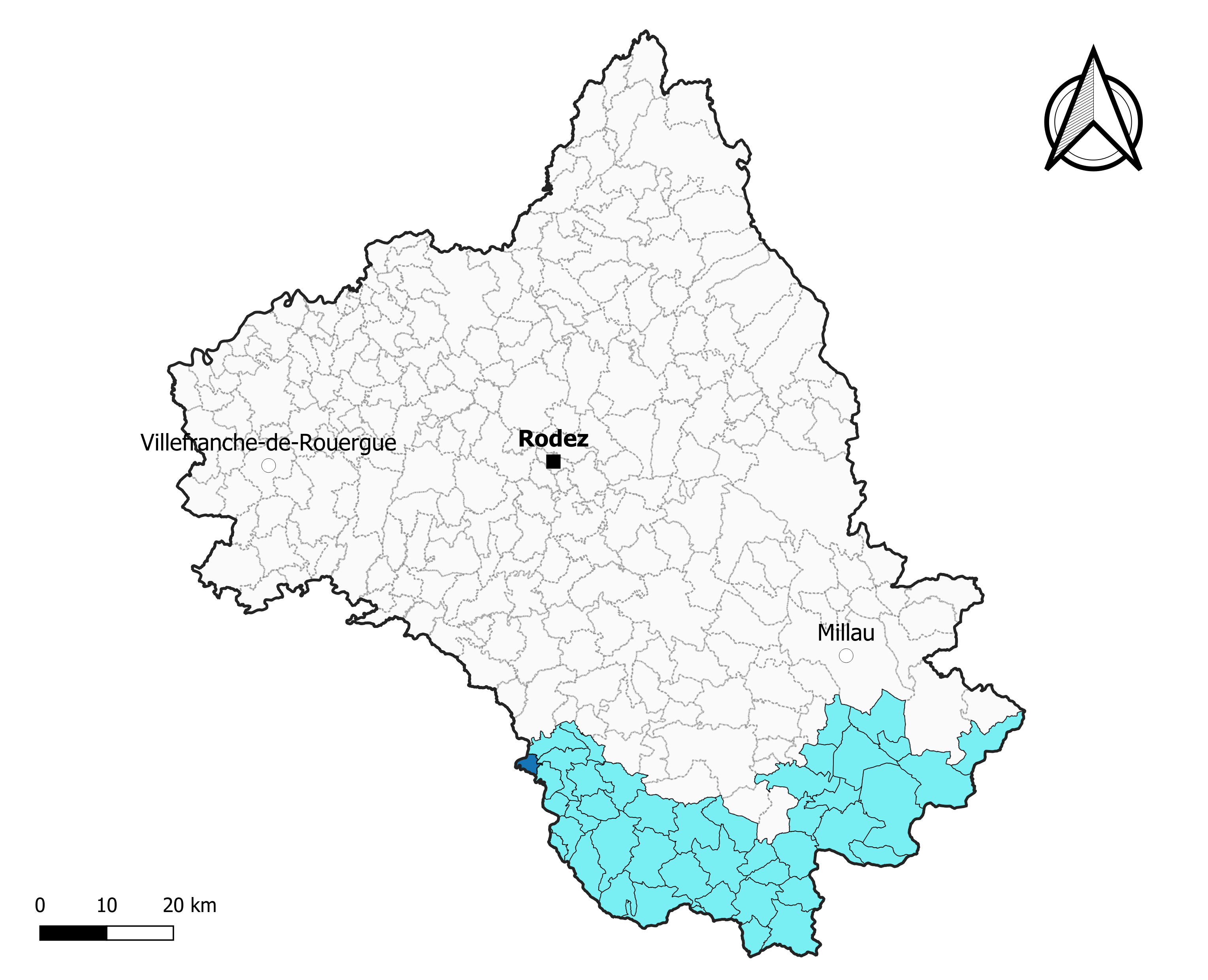
La Bastide-Solages dans le canton des Causses-Rougiers en 2020.
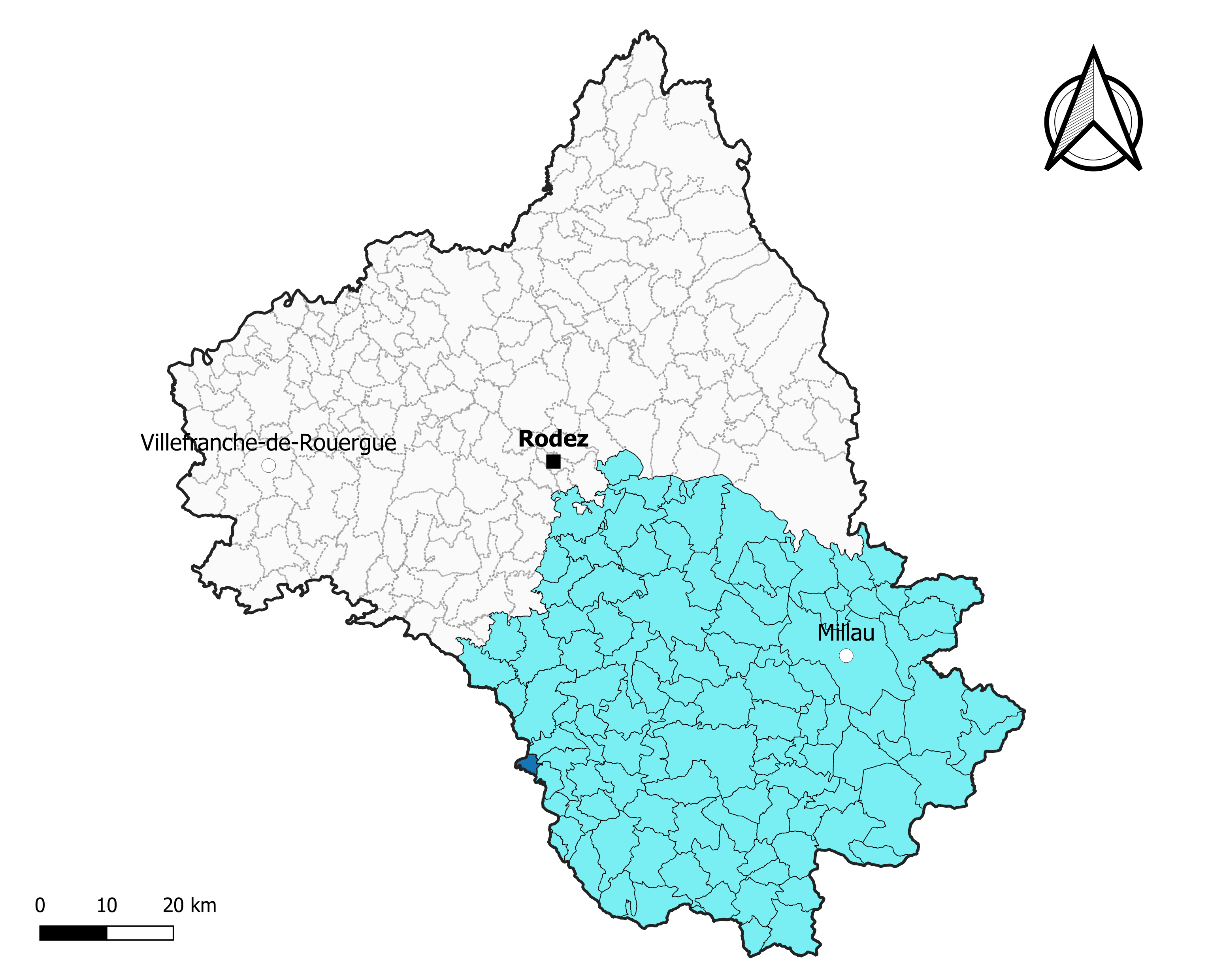
La Bastide-Solages dans l'arrondissement de Millau en 2020.

### Élections municipales et communautaires

#### Élections de 2020
Le conseil municipal de La Bastide-Solages, commune de moins de 1 000 habitants, est élu au scrutin majoritaire plurinominal à deux tours avec candidatures isolées ou groupées et possibilité de panachage. Compte tenu de la population communale, le nombre de sièges à pourvoir lors des élections municipales de 2020 est de 11. La totalité des onze candidats en lice est élue dès le premier tour, le 15 mars 2020, avec un taux de participation de 69,64 %.
André Rouquette, maire sortant, est réélu pour un nouveau mandat le 25 mai 2020.
Dans les communes de moins de 1 000 habitants, les conseillers communautaires sont désignés parmi les conseillers municipaux élus en suivant l’ordre du tableau (maire, adjoints puis conseillers municipaux) et dans la limite du nombre de sièges attribués à la commune au sein du conseil communautaire. Un siège est attribué à la commune au sein de la communauté de communes du Réquistanais.

#### Liste des maires
| Période                                  | Période   | Identité         | Étiquette | Qualité |
| ---------------------------------------- | --------- | ---------------- | --------- | ------- |
| Les données manquantes sont à compléter. |           |                  |           |         |
| mars 2001                                | mars 2014 | Léon Souyris     |           |         |
| mars 2014                                | En cours  | André Rouquette, |           | Artisan |

Maire de la bastide solages de 1929 à 1969 monsieur Astoul irenee ne. Le 31 mai 1887 mort le 19 août 1969 date à laquelle il exerçait ses fonctions de maire (maire durant 40 ans) c'était mon grand père et j'ai un article de journal aveyronnais sur la présence de monsieur SIrgue conseiller général à l'époque le jour de son enterrement voilà si cela peut compléter vos renseignements

## Démographie
L'évolution du nombre d'habitants est connue à travers les recensements de la population effectués dans la commune depuis 1793. Pour les communes de moins de 10 000 habitants, une enquête de recensement portant sur toute la population est réalisée tous les cinq ans, les populations de référence des années intermédiaires étant quant à elles estimées par interpolation ou extrapolation. Pour la commune, le premier recensement exhaustif entrant dans le cadre du nouveau dispositif a été réalisé en 2008.

En 2022, la commune comptait 110 habitants, en évolution de +1,85 % par rapport à 2016 (Aveyron : +0,37 %, France hors Mayotte : +2,11 %).
| 1793 | 1800 | 1876 | 1881 | 1886 | 1891 | 1896 | 1901 | 1906 |
| ---- | ---- | ---- | ---- | ---- | ---- | ---- | ---- | ---- |
| 255  | 298  | 466  | 453  | 424  | 383  | 429  | 402  | 405  |

| 1911 | 1921 | 1926 | 1931 | 1936 | 1946 | 1954 | 1962 | 1968 |
| ---- | ---- | ---- | ---- | ---- | ---- | ---- | ---- | ---- |
| 403  | 309  | 313  | 250  | 270  | 287  | 249  | 247  | 212  |

| 1975 | 1982 | 1990 | 1999 | 2006 | 2008 | 2013 | 2018 | 2022 |
| ---- | ---- | ---- | ---- | ---- | ---- | ---- | ---- | ---- |
| 177  | 130  | 111  | 97   | 112  | 116  | 110  | 108  | 110  |

## Économie

### Emploi
| Division       | 2008  | 2013  | 2018  |
| -------------- | ----- | ----- | ----- |
| Commune        | 3,9 % | 4,6 % | 3,1 % |
| Département    | 5,4 % | 7,1 % | 7,1 % |
| France entière | 8,3 % | 10 %  | 10 %  |

En 2018, la population âgée de 15 à 64 ans s'élève à 65 personnes, parmi lesquelles on compte 72,3 % d'actifs (69,2 % ayant un emploi et 3,1 % de chômeurs) et 27,7 % d'inactifs,. Depuis 2008, le taux de chômage communal (au sens du recensement) des 15-64 ans est inférieur à celui de la France et du département.
La commune est hors attraction des villes,. Elle compte 23 emplois en 2018, contre 28 en 2013 et 27 en 2008. Le nombre d'actifs ayant un emploi résidant dans la commune est de 45, soit un indicateur de concentration d'emploi de 51,1 % et un taux d'activité parmi les 15 ans ou plus de 46,5 %.
Sur ces 45 actifs de 15 ans ou plus ayant un emploi, 17 travaillent dans la commune, soit 38 % des habitants. Pour se rendre au travail, 71,1 % des habitants utilisent un véhicule personnel ou de fonction à quatre roues, 6,7 % s'y rendent en deux-roues, à vélo ou à pied et 22,2 % n'ont pas besoin de transport (travail au domicile).

### Activités hors agriculture
3 établissements sont implantés  à La Bastide-Solages au 31 décembre 2019.
Le secteur de la construction est prépondérant sur la commune puisqu'il représente 66,7 % du nombre total d'établissements de la commune (2 sur les 3 entreprises implantées  à La Bastide-Solages), contre 13 % au niveau départemental.

### Agriculture
|               | 1988 | 2000 | 2010 | 2020 |
| ------------- | ---- | ---- | ---- | ---- |
| Exploitations | 16   | 15   | 9    | 5    |
| SAU (ha)      | 315  | 329  | 413  | 463  |

La commune est dans les Monts de Lacaune, une petite région agricole occupant le sud du département de l'Aveyron. En 2020, l'orientation technico-économique de l'agriculture  sur la commune est l'élevage d'ovins ou de caprins. Cinq exploitations agricoles ayant leur siège dans la commune sont dénombrées lors du recensement agricole de 2020 (16 en 1988). La superficie agricole utilisée est de 463 ha,,.

## Culture locale et patrimoine

### Lieux et monuments
- Église Saint-Pierre-ès-Liens de Solages.